# Árbitros brasileiros em Copas do Mundo FIFA
Este artigo traz a lista de todos os árbitros brasileiros que representaram a Confederação Brasileira de Futebol (ex-CBD) na maior competição de seleções do mundo.

## Árbitros
| Ano  | Árbitro                                             | Nº de partidas                  |
| ---- | --------------------------------------------------- | ------------------------------- |
| 1930 | Gilberto de Almeida Rego                            | 3                               |
| 1934 | Não houve arbitragem brasileira                     | Não houve arbitragem brasileira |
| 1938 | Não houve arbitragem brasileira                     | Não houve arbitragem brasileira |
| 1950 | Alberto da Gama Malcher Mario Gardelli Mário Vianna | 1                               |
| 1954 | Mário Vianna                                        | 1                               |
| 1958 | Não houve arbitragem brasileira                     | Não houve arbitragem brasileira |
| 1962 | João Etzel Filho                                    | 1                               |
| 1966 | Armando Marques                                     | 1                               |
| 1970 | Airton Vieira de Moraes                             | 1                               |
| 1974 | Armando Marques                                     | 1                               |
| 1978 | Arnaldo Cezar Coelho                                | 1                               |
| 1982 | Arnaldo Cezar Coelho                                | 2                               |
| 1986 | Romualdo Arppi Filho                                | 3                               |
| 1990 | José Roberto Wright                                 | 4                               |
| 1994 | Renato Marsiglia                                    | 2                               |
| 1998 | Márcio Rezende de Freitas                           | 2                               |
| 2002 | Carlos Eugênio Simon                                | 2                               |
| 2006 | Carlos Eugênio Simon                                | 3                               |
| 2010 | Carlos Eugênio Simon                                | 2                               |
| 2014 | Sandro Meira Ricci                                  | 3                               |
| 2018 | Sandro Meira Ricci                                  | 3                               |
| 2022 | Raphael Claus                                       | 2                               |
| 2022 | Wilton Pereira Sampaio                              | 4                               |

### Estatísticas
Mais Partidas Apitadas:
| Árbitro | Árbitro                   | Edições            | Partidas |
| ------- | ------------------------- | ------------------ | -------- |
| 1º      | Carlos Eugênio Simon      | 2002 / 2006 / 2010 | 7        |
| 2º      | Sandro Meira Ricci        | 2014, 2018         | 6        |
| 3º      | José Roberto Wright       | 1990               | 4        |
| 3º      | Wilton Pereira Sampaio    | 2022               | 4        |
| 5º      | Arnaldo Cezar Coelho      | 1978 / 1982        | 3        |
| 5º      | Romualdo Arppi Filho      | 1986               | 3        |
| 5º      | Gilberto de Almeida Rego  | 1930               | 3        |
| 8º      | Mário Gonçalves Vianna    | 1950 / 1954        | 2        |
| 8º      | Armando Marques           | 1966 / 1974        | 2        |
| 8º      | Márcio Rezende de Freitas | 1998               | 2        |
| 8º      | Renato Marsiglia          | 1994               | 2        |
| 8º      | Raphael Claus             | 2022               | 2        |

Aparições em Mais Torneios:
| Árbitro                                                                        | Número de torneios |
| Carlos Eugênio Simon                                                           | 3                  |
| Sandro Meira Ricci Arnaldo Cezar Coelho Mário Gonçalves Vianna Armando Marques | 2                  |

Mais partidas apitadas em um único torneio:
4 partidas - José Roberto Wright (Itália/1990) / Wilton Pereira Sampaio (Qatar/2022)
Árbitro Mais Novo:
35 anos, 4 meses, e 24 dias - Arnaldo Cezar Coelho (Argentina/1978)
Árbitro Mais Velho:
51 anos, 9 meses, e 11 dias - Mário Gonçalves Vianna (Suiça/1954)

## Árbitros Assistentes
| Ano  | Árbitro                            | Nº de partidas                  |
| ---- | ---------------------------------- | ------------------------------- |
| 1930 | Gilberto de Almeida Rego           | 2                               |
| 1934 | Não houve arbitragem brasileira    | Não houve arbitragem brasileira |
| 1938 | Não houve arbitragem brasileira    | Não houve arbitragem brasileira |
| 1950 | Mario Gardelli Mário Vianna        | 1                               |
| 1954 | Mário Vianna                       | 1                               |
| 1958 | Não houve arbitragem brasileira    | Não houve arbitragem brasileira |
| 1962 | João Etzel Filho                   | 3                               |
| 1966 | Armando Marques                    | 1                               |
| 1970 | Airton Vieira de Moraes            | 1                               |
| 1974 | Armando Marques                    | 3                               |
| 1978 | Arnaldo Cezar Coelho               | 2                               |
| 1982 | Arnaldo Cezar Coelho               | 3                               |
| 1986 | Romualdo Arppi Filho               | 2                               |
| 1990 | José Roberto Wright                | 1                               |
| 1994 | Paulo Jorge Alves                  | 5                               |
| 1998 | Arnaldo de Menezes Pinto Filho     | 4                               |
| 2002 | Jorge Paulo de Oliveira Gomes      | 3                               |
| 2006 | Aristeu Tavares                    | 3                               |
| 2006 | Ednílson Corona                    | 3                               |
| 2010 | Altemir Hausmann                   | 2                               |
| 2010 | Roberto Braatz                     | 2                               |
| 2014 | Emerson Augusto de Carvalho        | 3                               |
| 2014 | Marcelo Carvalho Van Gasse         | 3                               |
| 2018 | Emerson Augusto de Carvalho        | 3                               |
| 2018 | Marcelo Carvalho Van Gasse         | 3                               |
| 2022 | Bruno Boschilia                    | 4                               |
| 2022 | Bruno Raphael Pires                | 4                               |
| 2022 | Danilo Ricardo Simon Manis         | 2                               |
| 2022 | Neuza Inês Back                    | 1                               |
| 2022 | Rodrigo Figueiredo Henrique Correa | 2                               |

### Estatísticas
Assistência em mais Partidas:
| Árbitro | Árbitro                  | Edições     | Partidas |
| ------- | ------------------------ | ----------- | -------- |
| 1º      | Emerson de Carvalho      | 2014 / 2018 | 6        |
| 1º      | Marcelo Van Gasse        | 2014 / 2018 | 6        |
| 3º      | Arnaldo Cezar Coelho     | 1978 /1982  | 5        |
| 3º      | Paulo Jorge Alves        | 1994        | 5        |
| 5º      | Armando Marques          | 1966 /1974  | 4        |
| 5º      | Arnaldo Pinto Filho      | 1998        | 4        |
| 5º      | Bruno Boschilia          | 2022        | 4        |
| 5º      | Bruno Raphael Pires      | 2022        | 4        |
| 9º      | João Etzel Filho         | 1962        | 3        |
| 9º      | Jorge Oliveira           | 2002        | 3        |
| 9º      | Aristeu Tavares          | 2006        | 3        |
| 9º      | Ednílson Corona          | 2006        | 3        |
| 13º     | Mário Vianna             | 1950 / 1954 | 2        |
| 13º     | Gilberto de Almeida Rego | 1930        | 2        |
| 13º     | Romualdo Arppi Filho     | 1986        | 2        |
| 13º     | Altemir Hausmann         | 2010        | 2        |
| 13º     | Roberto Braatz           | 2010        | 2        |
| 13º     | Danilo Manis             | 2022        | 2        |
| 13º     | Rodrigo Corrêa           | 2022        | 2        |

Aparições em Mais Torneios:
Mais partidas auxiliadas em um único torneio:
5 partidas - Paulo Jorge Alves (Estados Unidos/1994)

## Árbitros Assistentes de Vídeo
| Ano  | Árbitro                     | Nº de partidas |
| ---- | --------------------------- | -------------- |
| 2018 | Wilton Pereira Sampaio      | 8              |
| 2018 | Sandro Meira Ricci          | 2              |
| 2018 | Emerson Augusto de Carvalho | 1              |
| 2022 | Bruno Raphael Pires         | 6              |
| 2022 | Neuza Inês Back             | 4              |
| 2022 | Bruno Boschilia             | 3              |